# محاسبة خضراء
المحاسبة الخضراء (بالإنجليزية: Green accounting)، هي نوع من المحاسبة التي تحاول إدراج التكاليف البيئية في النتائج المالية للعمليات. وقد قيل أن الناتج المحلي الإجمالي يتجاهل البيئة، وبالتالي يحتاج صانعو السياسات إلى نموذج منقح يتضمن المحاسبة الخضراء. بتعبيرٍ آخر هي محاولات إدماج مجموعة أوسع من تدابير الحماية الاجتماعية في الدراسات الاقتصادية الكلية، تدابير تغطي جوانب سياسة موجهة إلى - على سبيل المثال - أمور اجتماعية وبيئية، وتنموية.
الغرض الرئيسي من المحاسبة الخضراء هو مساعدة الشركات على فهم وإدارة المقايضة المحتملة بين الأهداف الاقتصادية التقليدية والأهداف البيئية. كما أنه يزيد من المعلومات المهمة المتاحة لتحليل القضايا السياسة، خاصة عندما يتم تجاهل هذه المعلومات الحيوية غالبًا. ويقال أن المحاسبة الخضراء تضمن فقط الاستدامة الضعيفة، والتي يجب اعتبارها خطوة نحو استدامة قوية في نهاية المطاف.

## المصطلح
تم استخدام المصطلح لأول مرة من قبل الاقتصادي والأستاذ بيتر وود في الثمانينيات.

## ممارسة
المسؤولية البيئية هي قضية قوية بين الشركات في هذا العصر الحديث. لقد أصبح من الضروري للشركة أن تصيغ أساليب لتعزيز القضايا الخضراء للحاضر والمستقبل. تساعد المحاسبة الخضراء على تعزيز مستقبل مستدام للأعمال التجارية حيث أنها تضع المشتريات العامة الخضراء والبحث والتطوير الأخضر في الصورة الكبيرة. كما تعد عقوبات الملوثين والحوافز (مثل الإعفاءات الضريبية، والتصاريح الملوثة، وما إلى ذلك) جزءًا مهمًا من هذا النوع من المحاسبة.